# La Patte du tigre
Les cascades de la patte du tigre sont deux chutes d'eau situées sur le massif volcanique de la Montagne Pelée en Martinique. 
La première cascade mesure 65 m et la deuxième 40 m. Les chutes sont visibles depuis le sentier pédestre de la Montagne Pelée.